# 村串奈々子
村串 奈々子（むらくし ななこ、６月21日-）は、日本のナレーター、DJ。東京都文京区出身。フリー

## 出演

### テレビ番組
- まさかのルールはなぜできた!? 作画プレゼン!刺さルール（テレビ朝日、2021-2022年）
  - 爆問×伯山の刺さルール！（テレビ朝日、2022年）
- ドルアニシリーズ２（千葉テレビ 2022年）
- 外国人がガチで投票！日本の駅総選挙(テレビ朝日、2023年）
- 外国人がガチで投票！日本の都道府県総選挙(テレビ朝日 2023年)
- お願い！ランキングpresentsそだてれび「行けないグルメ」(テレビ朝日 2023年)
- お願い！ランキングpresentsパジャピコ（テレビ朝日 2024年-）
- アニメ好き外国人がガチで投票！世界アニソン総選挙（テレビ朝日 2024年）

### ラジオ番組
- Ange先生の今夜は占ナイト（八王子FM/Tokyo Star Radio、2021年-2023年）
- GOGOひるず（775ライブリーFM、2021年）
- ごきげん！ひるMAX next.（クローバーラジオ、2018年-2020年）
- アジアンヒッツ～迷歌不断～（クローバーラジオ、2019年-2020年）
- おかえりすまいる（すまいるFM、2016年-2017年）
- みなさ～ん！ラジオの時間ですよ（すまいるFM、2009年-2016年）

### Youtube Live
- ラプラシアンチャンネル 『緒乃ワサビの裏社長室』（2023年７月-）

### ラジオCM
- キヤノン マーケティングジャパン（Tokyo FM）
- 株式会社昭和 時報CM（775ライブリーFM）
- 栗山司法書士事務所（775ライブリーFM）
- リブラン  エコヴィレッジ（すまいるFM）
- ニューダイエイ CR新世紀エヴァンゲリオン（すまいるFM）
- ウインズゴルフ朝霞（クローバーラジオ）

### VP
- 高度情報科学技術研究機構
- JAXA（宇宙航空研究開発機構）
- 出雲重機
- JAF
- ノコッタ
- 中城建設

### その他
- 国立天文台太陽系ウォーク　音声ガイド